# Greg Bandy
Gregory C. „Greg“ Bandy (* 18. März 1951 in Cleveland; † 23. Mai 2025) war ein US-amerikanischer Jazzmusiker (Schlagzeug).

## Leben und Wirken
Bandy besuchte die Cleveland Public Schools und machte 1969 seinen Abschluss an der Glenville High School. Kurzzeitig besuchte  er das Baldwin Wallace College in Berea, Ohio. Mit 20 Jahren zog er nach New York City, um eine Karriere als Jazz-Schlagzeuger zu verfolgen. Ab den 1970er Jahren arbeitete er mit verschiedenen Jazzmusikern zusammen und leitete auch eigene Gruppen. Bandy wurde von Charles Mingus entdeckt und arbeitete in den folgenden Jahren in New York u. a. mit Art Davis (Reemergence, 1980), Lee Morgan, Malachi Thompson (Legends And Heroes, 1983), Jimmy Ponder, Joe Henderson, Betty Carter, Pharoah Sanders (Live in Paris 1975, Oh Lord, Let Me Do No Wrong 1987), Johnny Lytle, Freddie Hubbard, Olu Dara (Neighborhoods, 2001), Curtis Fuller, Jack McDuff, Leon Thomas, Stanley Turrentine, George Benson, Gary Bartz und Yusef Lateef. 1997 erschien Bandys Debütalbum Lightning in a Bottle (Big Ox Records).
Nach seiner Rückkehr in seine Heimatstadt Cleveland war Bandy in den 2000er Jahren Leiter eines eigenen Trios und schließlich Co-Leader des Eddie Henderson/Greg Bandy Quartet. Mit seinem Ensemble Bandy Does Blakey schuf er einen Tribut an einen seiner Mentoren, Art Blakey, und spielte mit früheren Musikern der Jazz Messengers. Er war Schlagzeuglehrer am Oberlin Conservatory of Music und am Jazz Studies Program des Cuyahoga Community College. 2021 musste er seine Bühnenkarriere aus gesundheitlichen Gründen beenden.